# Me and Armini
Me and Armini – piąty album islandzkiej wokalistki Emilíany Torrini, trzeci wydany na świecie. W przeciwieństwie do bardzo stonowanego „Fisherman’s Woman", "Me and Armini" oferuje o wiele większą różnorodność stylistyczną; przez ballady ("Birds", "Beggars Prayer") po bluesowy "Gun". Najbardziej znanym utworem z płyty jest "Jungle Drums", który jest zupełnie inny, niż dotychczasowe piosenki Emiliany.

## Lista utworów
1. "Fireheads" - 3:44
2. "Me and Armini" - 4:17
3. "Birds" - 6:23
4. "Heard It All Before" - 4:13
5. "Ha Ha" - 3:15
6. "Big Jumps" - 3:01
7. "Jungle Drum" - 2:13
8. "Hold Heart" - 2:04
9. "Gun" - 5:45
10. "Beggar's Prayer" - 2:55
11. "Dead Duck" - 5:36
12. "Bleeder" - 4:50

## Single
- Me and Armini – 19 sierpnia 2008
- Big Jumps – 29 września 2008
- Jungle Drum – 9 marca 2009